# Prezidentské volby na Ukrajině 2019

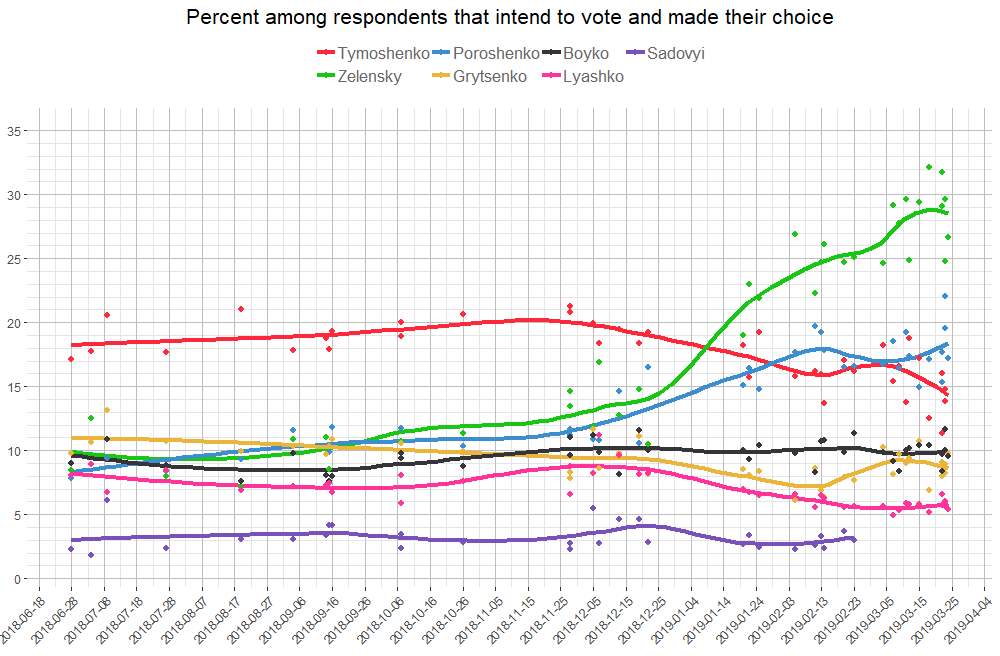
Průzkumy veřejného mínění pro ukrajinské prezidentské volby 2019

Výsledky druhého kola po volebních okruzích

Prezidentské volby na Ukrajině roku 2019 proběhly 31. března (1. kolo) a 21. dubna (2. kolo) 2019. Volby byly ovlivněny aktuálními silnými tématy, tj. konfliktem na východě země, korupcí a stagnující životní úrovní. Volby vyhrál Volodymyr Zelenskyj se ziskem 73,22 % hlasů.

## Průběh voleb
Zhruba 12% oprávněných voličů se nemohlo zúčastnit voleb kvůli anexi Krymu Ruskem a kontrole části Doněcké a Luhanské oblasti separatisty trvající od roku 2014. K monitorování voleb by bylo oficiálně registrováno 2 344 mezinárodních pozorovatelů ze 17 zemí a 19 organizací a rekordní počet 139 nevládních ukrajinských organizací. Během prvního kola bylo zaregistrováno 1 700 stížností na řádný průběh voleb. Kandidátka Julija Tymošenková, která se umístila třetí a nepostoupila do druhého kola, v reakci na ohlášení výsledků prohlásila volby i předvolební průzkumy za zmanipulované a věří, že do druhého kola postoupila ona namísto Petra Porošenka. Kandidáti dvou politických extrémů Bojko a Ljaško zůstali za Timošenkovou. Bojko získal 11,4 % hlasů. Vítěze volby Zelenského nepoškodilo, že mu některá média předhazovala židovský původ.
Před druhým kolem se na popud Zelenského konala prezidentská debata mezi Zelenským a Porošenkem na kyjevském stadionu Olimpijskyj, před níž oba kandidáti podstoupili test na přítomnost drog. Před druhým kolem Volodymyr Zelenskyj ukázal na kamery svůj volební lístek a tím zřejmě nevědomky porušil zákon.
Druhé kolo voleb přineslo nečekaně vysoké vítězství Zelenského, který kromě Lvova zvítězil ve všech oblastech. Při volební účasti 52,3 %, získal vítězný kandidát 73,22 % hlasů voličů, zatímco na dosavadního prezidenta Porošenka připadlo pouze 24,45 % hlasů. Porošenko svoji porážku veřejně uznal. Volodymyr Zelenskyj se tak stal novým ukrajinským prezidentem, úřadu se ujal 20. května 2019

## Kandidáti
Voleb se účastnilo rekordních 39 kandidátů, z nichž většina měla politickou minulost a nemalou část kandidátů tvořili poslanci současného parlamentu. Do druhého kola postoupil současný prezident Petro Porošenko s velkým odstupem za Volodymyrem Zelenským, známým seriálovým hercem, který sbíral body vtipem, kritikou korupce a zřetelně proevropskou orientací. Předvolební průzkumy se víceméně shodovaly s výsledky a postupně víc a víc favorizovaly Zelenského.

## Výsledky
| Strana                | Kandidát              | Povolání                                     | První kolo  | První kolo | Druhé kolo  | Druhé kolo |
| Strana                | Kandidát              | Povolání                                     | Počet hlasů | %          | Počet hlasů | %          |
| --------------------- | --------------------- | -------------------------------------------- | ----------- | ---------- | ----------- | ---------- |
| SN                    | Volodymyr Zelenskyj   | herec                                        | 5 074 641   | 30,26      | 13 541 528  | 73,22      |
| nezávislý             | Petro Porošenko       | tehdejší prezident a podnikatel              | 2 681 556   | 15,99      | 4.522.320   | 22,45      |
| Baťkivščyna           | Julija Tymošenková    | bývalá předsedkyně vlády                     | 2 238 751   | 13,35      |             |            |
| nezávislý             | Jurij Bojko           | bývalý ministr energetiky                    | 1 934 994   | 11,54      |             |            |
| OP                    | Anatolij Hrycenko     | bývalý ministr obrany                        | 1 175 251   | 7,00       |             |            |
| nezávislý             | Ihor Smeško           | bývalý šéf SBU                               | 1 002 170   | 5,97       |             |            |
| Ljaško-RS             | Oleh Ljaško           | předseda Radikální strany                    | 911 041     | 5,43       |             |            |
| Opoziční blok         | Oleksandr Vilkul      | bývalý vicepremiér                           | 712 023     | 4,24       |             |            |
| Svoboda               | Ruslan Košulynskij    | bývalý poslanec, právník a voják             | 277 386     | 1,65       |             |            |
| nezávislý             | Jurij Tymošenko       | poslanec Nejvyšší rady                       | 104 205     | 0,62       |             |            |
| USP                   | Oleksandr Ševčenko    | občanský aktivista a podnikatel              | 96 224      | 0,57       |             |            |
| Spravedlyvist         | Valentyn Nalyvajčenko | bývalý šéf SBU                               | 38 631      | 0,23       |             |            |
| nezávislý             | Olha Bohomlec         | lékařka a zpěvačka                           | 26 936      | 0,18       |             |            |
| 5.10                  | Hennadij Balašov      | podnikatel a bývalý poslanec Nejvyšší rady   | 26 249      | 0,17       |             |            |
| nezávislý             | Roman Bezsměrtnyj     | bývalý vicepremiér                           | 21 541      | 0,14       |             |            |
| Obnova                | Viktor Bondar         | bývalý poslanec                              | 16 714      | 0,11       |             |            |
| nezávislý             | Julija Litviněnko     | novinářka a moderátorka                      | 13 980      | 0,10       |             |            |
| Osnova                | Serhij Taruta         | poslanec a bývalý gubernátor Doněcké oblasti | 13 585      | 0,10       |             |            |
| Volja                 | Jurij Děrevjanko      | poslanec Nejvyšší rady                       | 13 451      | 0,10       |             |            |
| nezávislý             | Inna Bohoslovska      | bývalá poslankyně                            | 12 833      | 0,09       |             |            |
| nezávislý             | Ihor Ševčenko         | bývalý ministr ekologie                      | 12 623      | 0,09       |             |            |
| nezávislý             | Volodymyr Petrov      | politolog a novinář                          | 11 188      | 0,08       |             |            |
| SDS                   | Serhij Kaplin         | předseda Sociálně demokratické strany        | 10 981      | 0,08       |             |            |
| nezávislý             | Vitalij Skocyk        | profesor ukrajinské státní univerzity        | 10 460      | 0,08       |             |            |
| nezávislý             | Jurij Karmazin        | bývalý poslanec                              | 10 366      | 0,07       |             |            |
| nezávislý             | Oleksandr Moroz       | bývalý mluvčí Nejvyšší rady a předseda SSU   | 9 130       | 0,07       |             |            |
| Stabilita             | Vasil Zhuravlev       | předseda Stability                           | 7 382       | 0,05       |             |            |
| Ruch                  | Viktor Kryvenko       | poslanec Nejvyšší rady                       | 6 064       | 0,04       |             |            |
| nezávislý             | Mykola Haber          | bývalý poslanec                              | 4 128       | 0,03       |             |            |
| SSU                   | Illja Kyva            | poradce ministra obrany Arsena Avakova       | 4 034       | 0,03       |             |            |
| nezávislý             | Oleksandr Vaščenko    | předseda neziskové organizace                | 3 996       | 0,03       |             |            |
| Patriot               | Andrij Novak          | předseda Komise ukrajinských ekonomů         | 3 902       | 0,03       |             |            |
| nezávislý             | Ruslan Rihovanov      | šéf Sevastopolského rybářského přístavu      | 3 691       | 0,02       |             |            |
| Rozumná síla          | Oleksandr Solovjev    | předseda Rozumné síly                        | 3 549       | 0,02       |             |            |
| nezávislý             | Oleksandr Daniljuk    | bývalý poradce ministra obrany               | 3 254       | 0,02       |             |            |
| nezávislý             | Vitalij Kupril        | poslanec Nejvyšší rady                       | 3 105       | 0,02       |             |            |
| nezávislý             | Arkadij Kornackij     | poslanec Nejvyšší rady                       | 3 001       | 0,02       |             |            |
| nezávislý             | Serhij Nosenko        | investiční poradce                           | 2 260       | 0,01       |             |            |
| nezávislý             | Roman Nasirov         | bývalý představitel Státní fiskální služby   | 1 812       | 0,01       |             |            |
| Celkem                | Celkem                | Celkem                                       | 16 507 088  | 100        | 18 491 837  |            |
| Registrovaných voličů | Registrovaných voličů | Registrovaných voličů                        | 34 544 993  |            |             |            |

## Ruský vliv
Na volby útočila ruská státní média a ruské státní struktury se snažily volby ovlivnit v neprospěch současného prezidenta Petra Porošenka. Ruská snaha ovlivnit volby však byla bezvýsledná, protože od roku 2014 se vztahy mezi zeměmi proměnily a ve volbách se nevyskytl žádný favorit, který by smýšlel prorusky. Zelenského Porošenko a některá média označovaly za loutku nebo stoupence známého ukrajinského oligarchy Ihora Kolomojského, který je mimo jiné i majitelem televize 1+1, na které Zelenskyj vystupoval. Z favoritů voleb byla nejmenší kritika namířená proti Juliji Tymošenkové, která stavěla kampaň z velké části také na kritice Porošenkovy vlády. Obliby se naopak u ruských médií těší bývalý sympatizant svrženého prezidenta Viktora Janukovyče, Jurij Bojko, který jako jeden z mála chce usmíření s Ruskem a také federalizaci Ukrajiny. Ruská média bedlivě sledovala průběh voleb a před druhým kolem vystupňovala výpady proti Zelenskému, jehož kampaň označovala za cirkus či frašku.

## Nový prezident
Úspěšný komik Volodymyr Zelenskyj se představil veřejnosti ve filmu "Sluha národa" v roli mladého profesora dějepisu, který je zvolen prezidentem a úspěšně likviduje korupci v zemi. Když na přelomu roku 2018/19 poprvé ohlásil svoji kandidaturu a během celé kampaně útočil na chyby
svého předchůdce a na korupci, na otázky po svém programu však odpovídal vyhýbavě a odkazoval na svůj tým. Po volbě se však vyjádřil jednoznačně, že chce do roku 2024 připravit Ukrajinu na vstup do EU a do NATO, o němž by patrně měla rozhodnout referenda, vyřešit konflikt na východě země a posílit nezávislost a autoritu soudů. Vyjádřil přesvědčení, že návrat Krymu by byl myslitelný jen po změně režimu v Rusku, odmítl však přiznat zvláštní statut oblastem obsazeným proruskými silami. Na výslovnou otázku novináře připustil, že Vladimíra Putina pokládá za nepřítele, přesto počítá s tím, že s ním bude jednat. Chce posílit prvky přímé demokracie, zato kritizoval nový jazykový zákon s tím, že chce pro ukrajinský jazyk občany motivovat, ne trestat užívání ruštiny ani bojkotovat ruské umělce.